# Harpactus elegans elegans
Harpactus elegans elegans é uma subespécie de insetos himenópteros, mais especificamente de vespas pertencente à família Crabronidae.
A autoridade científica da subespécie é Lepeletier, tendo sido descrita no ano de 1832.
Trata-se de uma subespécie presente no território português.